# 小行星12621
小行星12621（12621 Alsufi）是一颗绕太阳运转的小行星，为主小行星带小行星。该小行星于1960年9月19日发现。

## 轨道参数
小行星12621的轨道半长轴为465 100 147 km，3.1089582 UA，离心率为0.134。